# Mánasaróvar
Mánasaróvar (tibetsky མ་ཕམ་གཡུ་མཚོ [Mapham Juccho], čínsky znaky 玛法木错湖) je jezero na Tibetské náhorní plošině v jihozápadní Číně (oblast Ngari). Má rozlohu 520 km² a dosahuje hloubky až 82 m. Leží v nadmořské výšce 4557 m v horské dolině mezi Velkým Himálajem a hřbetem Kailás. Jedná se o jedno z nejvýše položených sladkovodních jezer na světě.

## Vodní režim
V letech s velkým množstvím vody odtok krátkým (10 km) průtokem do jezera Rákšastál (povodí řeky Satladž).

## Využití
V blízkosti jezera jsou horké prameny a místa náboženského významu. Také jezero samotné je posvátným místem pro tibetský bönismus, buddhismus, hinduismus i džinismus. Díky tomu patří k jednomu z nejznámějších jezer Asie. Poutníci přicházejí k jezeru, aby se poklonili nebo podstoupili koupel, která má očišťovat nejen tělo, ale i ducha.